# Jutigalpa airport
Jutigalpa airport är en flygplats i Honduras.   Den ligger i departementet Departamento de Olancho, i den centrala delen av landet, 120 km nordost om huvudstaden Tegucigalpa. Jutigalpa airport ligger 398 meter över havet.
Terrängen runt Jutigalpa airport är kuperad åt nordväst, men åt sydost är den platt. Runt Jutigalpa airport är det ganska glesbefolkat, med 45 invånare per kvadratkilometer. Närmaste större samhälle är Juticalpa, 1,6 km norr om Jutigalpa airport. Omgivningarna runt Jutigalpa airport är en mosaik av jordbruksmark och naturlig växtlighet.